# 조상기
조상기(趙相紀, 1975년 2월 18일 ~ )는 대한민국의 배우이다. 1996년 영화 《미지왕》으로 데뷔하였다.

## 학력
- 계원예술고등학교 미술학과 졸업
- 중앙대학교 조소학과 학사

## 연기 활동

### 드라마
- 1997년 KBS2 일요아침《오늘은 왠지》주대철 역
- 1998년 SBS미니시리즈《내 마음을 뺏어봐》왕가우 역
- 2001년 SBS미니시리즈《피아노》백구 역
- 2002년 SBS드라마《야인시대》상하이 조 역
- 2002년 MBC군특집드라마《막상막하》박종규 상병 역
- 2003년 MBC베스트극장《난 니가 부러워》선규 역
- 2003년 SBS일일연속극《흥부네 박터졌네》박장구 역
- 2003년 EBS문학특집《뭐꼬네 집에 놀러올래?》나 역
- 2005년 SBS미니시리즈《건빵선생과 별사탕》남성기 역
- 2005년 MBC《제5공화국》제11공수여단-이중사 역
- 2005년 SBS미니시리즈《홍콩 익스프레스》김비서 역
- 2007년 OCN미니시리즈《직장 연애사》상기 역
- 2007년 SBS미니시리즈《쩐의 전쟁》망나니아들 역
- 2008년 SBS미니시리즈《일지매》무이 역
- 2009년 OCN드라마《조선추리활극 정약용》각수 역
- 2010년 MBC미니시리즈《파스타》정호남 역
- 2010년 KBS2미니시리즈《도망자 플랜 B》구안테로 역
- 2010년 tvN《원스 어폰 어 타임 인 생초리》최달국 역
- 2010년 tvN 《롤러코스터 플러스연애빅뱅》조상기 역
- 2011년 MBC 미니시리즈 《로열 패밀리》제임스딘 역
- 2011년 MBC 창사특별기획 《계백》 남조 역
- 2012년 MBC《골든타임》정형외과펠로우-박성진 역
- 2013-14년 MBC미니시리즈《미스코리아》김강식 역
- 2014년 MBC 드라마《가봉》조형인 역
- 2021년 SBS 드라마《펜트하우스 2》편의점 사장 역(특별출연)
- 2021년 KBS 대하드라마《태종 이방원》고려군관 역
- 2022년 티빙오리지널무비《괴이》일주 스님 역
- 2022년 MBC 미니시리즈《금수저》용역사장 역
- 2023 KBS 대하드라마《고려 거란 전쟁》 탁사정 역
- 2025년 MBC 미니시리즈《모텔 캘리포니아》목실장 역
- 2025년 MBC 미니시리즈

《판사 이한영》 이성대 부장판사 역

### 영화
- 1996년 《미지왕》 왕창한 역
- 1997년 단편 《아줌마》 도망자 역
- 1998년 단편 《별이 빛나는 밤에》 남친 역
- 1999년 단편 《블러드 러너》 대장흡혈귀 역
- 2001년 단편 《쎄븐 초콜릿》 킬러 역
- 2003년《봄날의 곰을 좋아하세요?》곽팀장역(우정출연)
- 2003년 《첫사랑 사수 궐기대회》 애인 역(우정출연)
- 2006년 《구세주》 배칠구 역
- 2007년 《마강호텔》 배달수 역
- 2007년 《최강 로맨스》 에필로그범인 역(우정출연)
- 2008년 《색다른 동거》 술집손님 역
- 2008년 《성 발렌타인》 바텐더 역
- 2009년 《구세주 2》 배칠구 역
- 2010년 《주문진》 영두 역
- 2016년 《스플릿》 금목걸이 역
- 2017년 《위험한 귀가》 백철기 역
- 2020년 《소리꾼》 남경선인 역(우정출연)
- 2020년 《스웨그》 마실장 역(특별출연)
- 2024년 《어게인 1997》 어른 지성 역
- 2024년 《그 하룻밤》 김유식 역

### 뮤직비디오
- 2001년 리치 - 사랑해, 이 말밖엔...
- 2002년 MRJ - Feel So Good
- 2003년 임창정 - 소주 한잔

## 광고
- KFC 뉴커넬버거
- 롯데제과 롯데샌드
- 피자헛
- 롯데리아 환경캠페인